# دانشگاه فنی دانمارک
دانشگاه فنی دانمارک (به دانمارکی: Danmarks Tekniske Universitet) (به انگلیسی: Technical University of Denmark) یا به طور مخفف DTU دانشگاهی در شمال شهر کپنهاگ در کشور دانمارک است. این دانشگاه در سال ۱۸۲۹ میلادی با پیشقدمی هانس کریستین اورستد، به عنوان اولین دانشگاه پلی‌تکنیک در دانمارک تأسیس شد. امروزه این دانشگاه به‌عنوان یکی از برترین مؤسسات تکنولوژی اروپا و برترین دانشگاه فنی مهندسی اسکاندیناوی به‌شمار می‌آید.

## دپارتمان‌ها
این دانشگاه از دپارتمان‌ها، مراکز تحقیقاتی و انستیتوهای تخصصی زیادی تشکیل شده است که تنها نام دپارتمان‌های این دانشگاه در زیر آورده شده است.
- مهندسی فوتونیک
- مدیریت مهندسی
- مهندسی عمران
- مهندسی مواد
- مهندسی محیط زیست
- مهندسی شیمی و بیوشیمی
- فیزیک
- ریاضیات
- شیمی
- مهندسی برق
- انفورماتیک و مدل‌سازی ریاضیات
- حمل و نقل
- انرژی باد
- مهندسی مکانیک
- میکرو- و نانوتکنولوژی
- زیست‌شناسی دستگاه‌ها

## رتبه دانشگاه
مطابق رتبه‌بندی سال ۲۰۰۷ مؤسسه تایمز، این دانشگاه در رتبه ۱۳۰ام در بین دانشگاه‌های دنیا قرار داشت که این رتبه در سال ۲۰۱۰ به ۱۲۲ام رسید.
همچنین در رتبه‌بندی QS در سال ۲۰۱۵ در زمینهٔ مهندسی، دانشگاه دوم اسکاندیناوی و ۳۶ام دنیا بوده است و در مجموع در بین دانشگاه‌های دنیا رتبه ۱۱۲را کسب کرد.
در سال ۲۰۰۸ در رتبه‌بندی لیدن و براساس نشریات علمی در بازه زمانی ۲۰۰۰–۲۰۰۷، دانشگاه صنعتی دانمارک به عنوان دانشگاه اول در منطقه اسکاندیناوی و ۵ام در اروپا معرفی شد.
در رتبه‌بندی تایمز براساس اهمیت مقالات علمی چاپ شده در زمینه مهندسی بین سالهای ۱۹۹۷ تا ۲۰۰۷ این دانشگاه در ردیف ۲۰ام دنیا و سوم اروپا قرار گرفت.
در رتبه‌بندی خلاق‌ترین دانشگاه‌های جهان در سال ۲۰۱۵ که توسط تامسون رویترز انجام شد، به عنوان دانشگاه اول اسکاندیناوی، ۷ام اروپا و ۴۳ام جهان انتخاب شد.
در رتبه‌بندی دانشگاه‌های جهان QS در سال ۲۰۲۰ دانشگاه فنی دانمارک در رده ۱۱۲دنیا  و دوم دانمارک قرار گرفته‌ است. همچنین در رتبه‌بندی مؤسسه تایمز در سال ۲۰۲۰ این دانشگاه رتبه ۱۸۴ را در بین دانشگاه‌های جهان از آن خود کرده‌است.

## نگارخانه

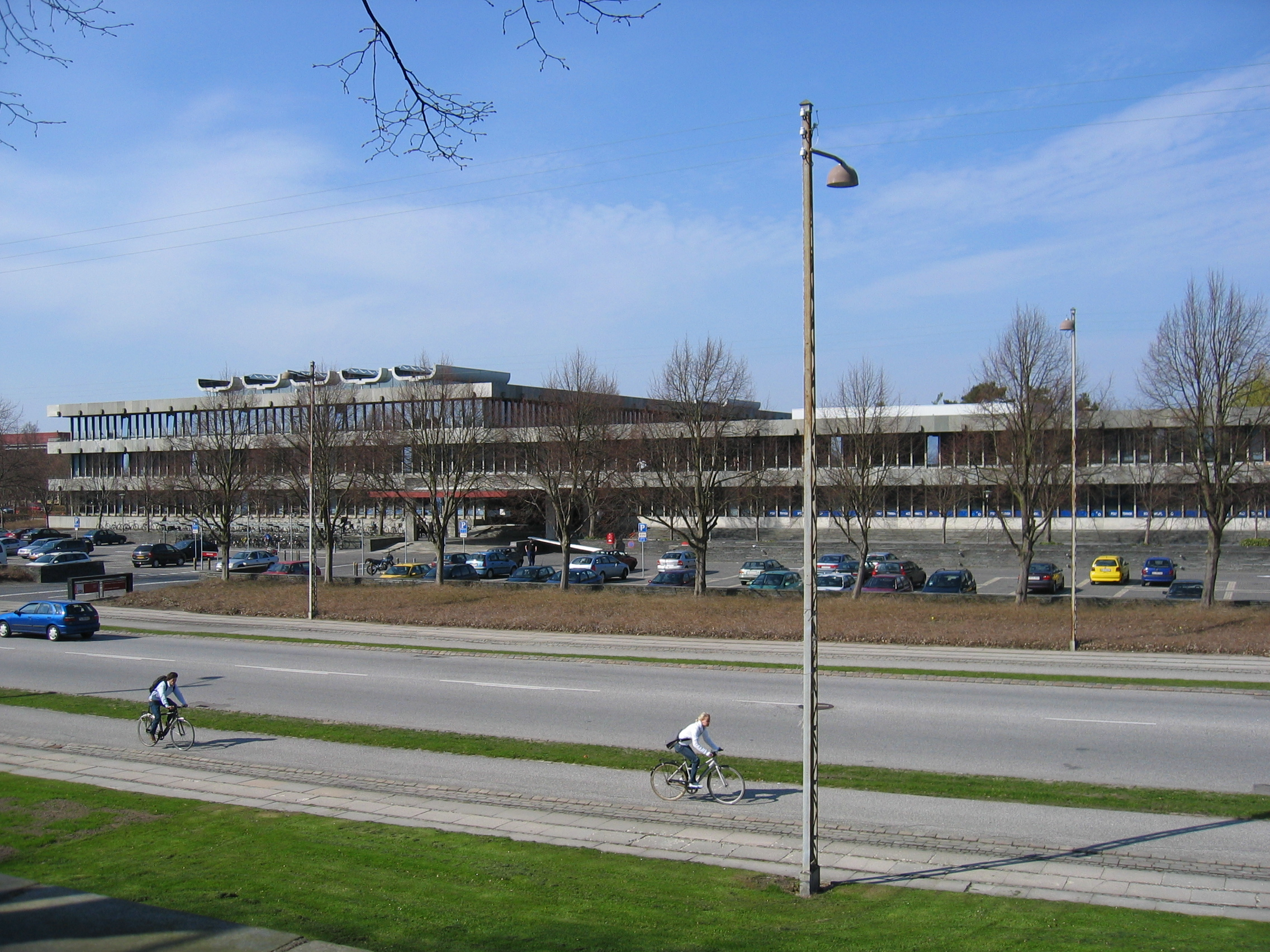
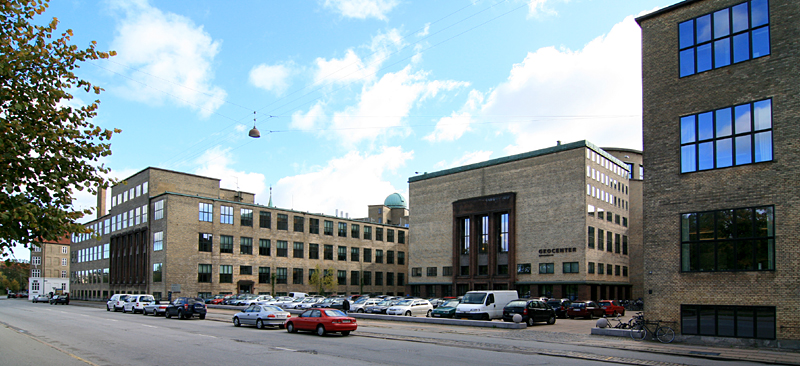
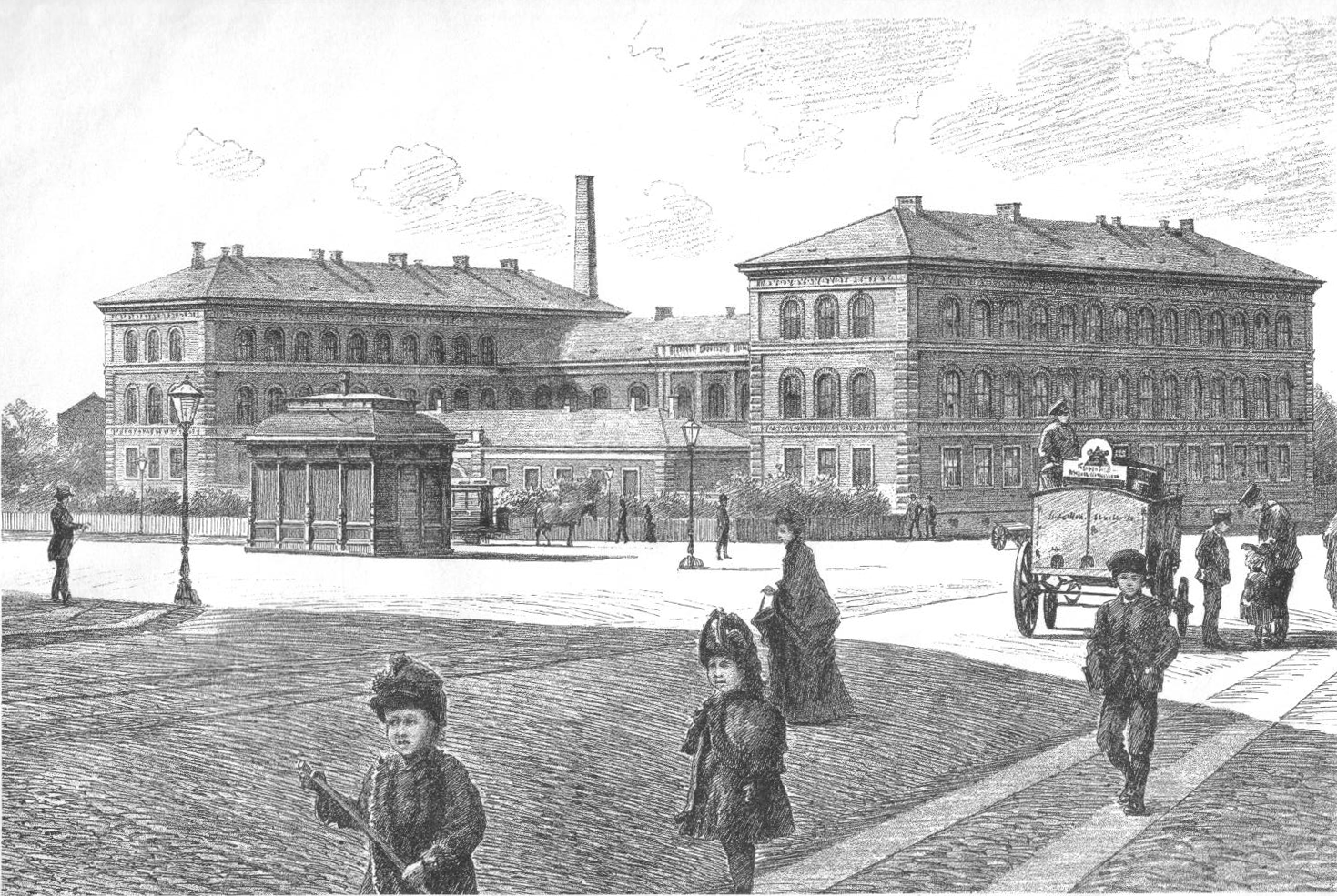
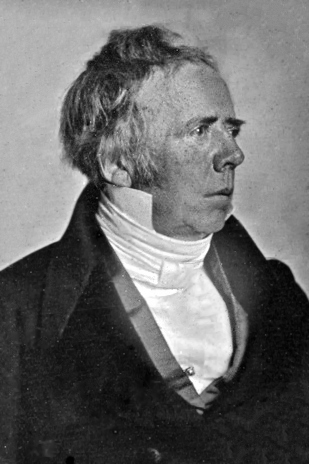
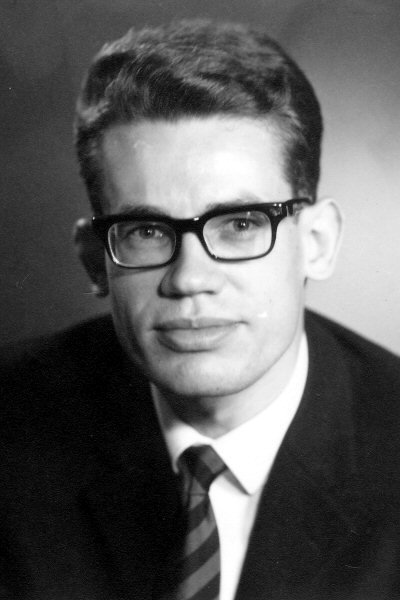
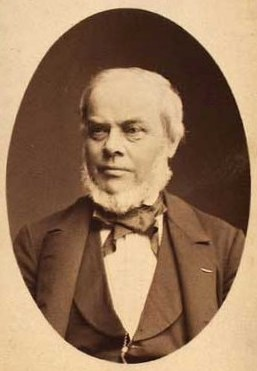
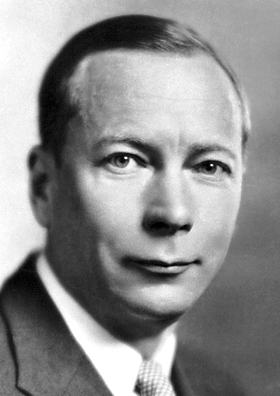
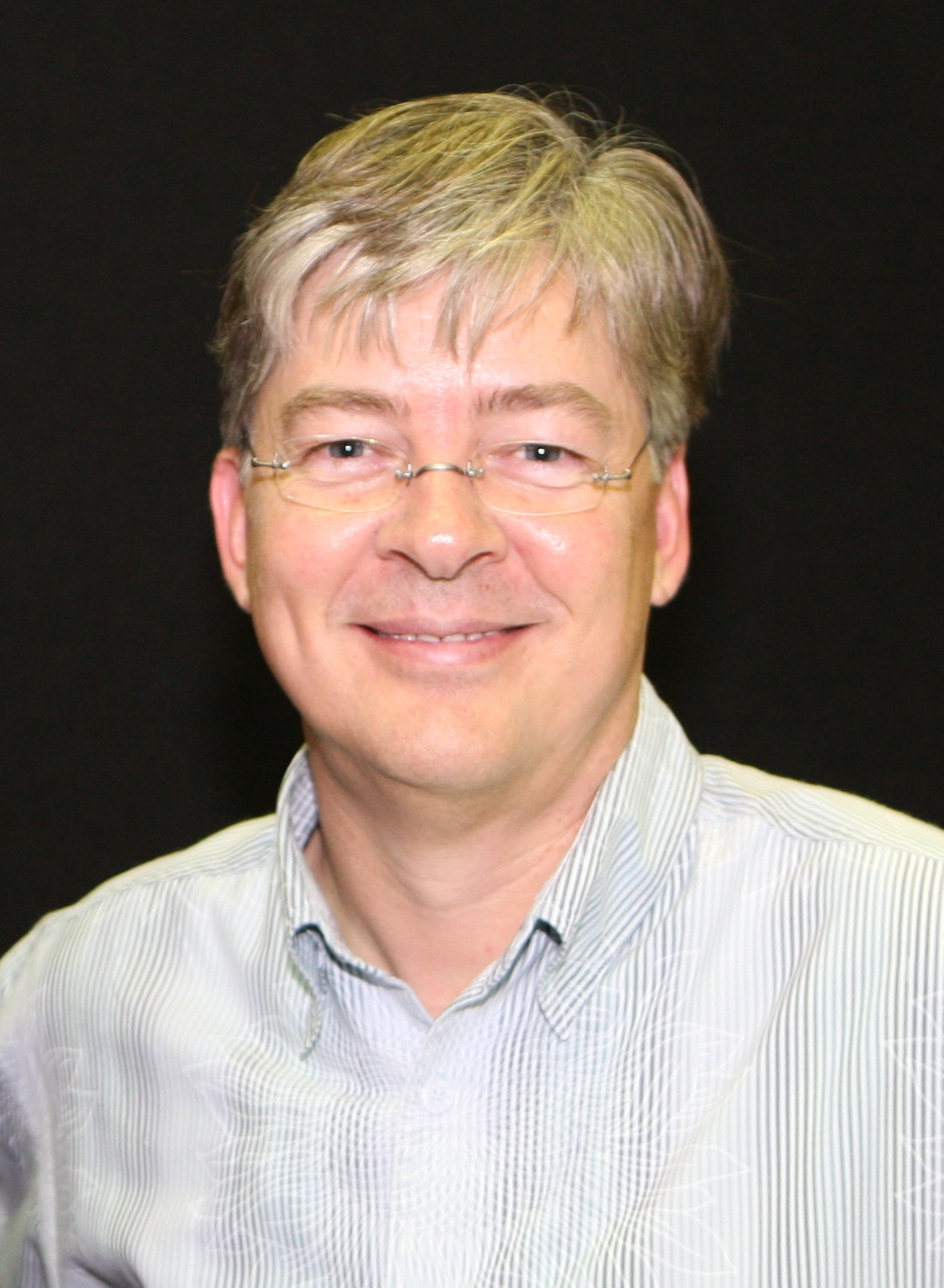
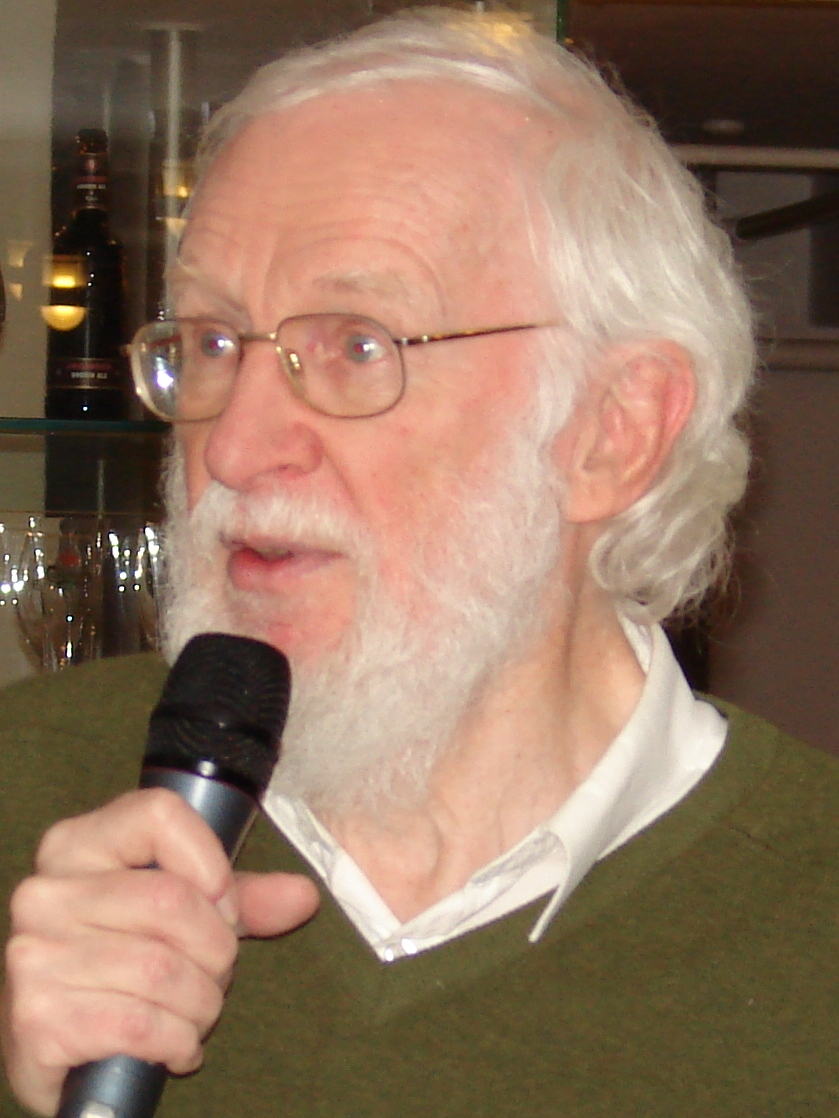